# Funny Girl (musical)
Funny Girl é uma peça de teatro musical com músicas de Jule Styne, letras de Bob Merrill e libreto assinado por Isobel Lennart, que estreou na Broadway em 1964. A trama trata-se de uma semibiografia, baseada na vida e carreira da artista, comediante e estrela da Broadway Fanny Brice, apresentando seu tempestuoso relacionamento com o empresário e jogador Nicky Arnstein.
Barbra Streisand estrelou o musical original da Broadway, produzido por, Ray Stark, genro de Fanny. A produção recebeu oito indicações no 18º Tony Awards. O álbum com a gravação original do elenco de Funny Girl foi incluída no Grammy Hall of Fame em 2004.
Um revival da Broadway estreou em 24 de abril de 2022, estrelado por Beanie Feldstein como Brice. Após alguns meses, Lea Michele assumiu o papel da protagonista em setembro, com ótimas críticas o que levou a um novo álbum com uma nova gravação do elenco da Broadway dois meses depois.

## Contexto
Em 1940, Stark se casou com Frances Brice (filha de Fanny Brice e Nicky Arnstein). Ao contar a história de Fanny, Stark produziu o musical da Broadway, seguido por sua versão cinematográfica e uma sequência do filme, chamada Funny Lady.
Ray encomendou uma biografia autorizada de Brice, baseada em lembranças gravadas que ela havia registrado, mas cujo resultado não a deixou satisfeita. Stark acabou pagando uma multa de US$50 mil para conseguir interromper a publicação de The Fabulous Fanny (até então nome do livro).
Após a interrupção, Stark recorreu a Ben Hecht para escrever o roteiro de um filme biográfico, mas nem a versão de Hecht nem as versões dos 10 escritores que o sucederam foram capazes de produzir um roteiro que o satisfizesse. Finalmente, Isobel Lennart apresentou My Man, que agradou tanto os executivos de Stark quanto os da Columbia Pictures, que ofereceram US$ 400 mil mais uma porcentagem do valor bruto pelos direitos.
Depois de ler o roteiro, a atriz Mary Martin contatou Stark e propôs que o mesmo fosse adaptado para um musical de palco. Stark discutiu a possibilidade com o produtor David Merrick, que sugeriu que Jule Styne e Stephen Sondheim compusessem uma partitura. No entanto, Sondheim recusou-se a participar do projeto alegando que: não queria um musical biográfico sobre Fanny (que é judia), com uma atriz protagonista não judia. Sondheim ainda afirmou: "Você precisa de um artista étnico para esse papel". Pouco tempo depois, Martin perdeu o interesse pelo papel e desistiu.
Merrick discutiu o projeto com Jerome Robbins, que passou o roteiro para Anne Bancroft . Ela concordou em interpretar Brice com a condição de opinar sobre as músicas. Merrick sugeriu que Styne colaborasse com Dorothy Fields, mas o compositor não se interessou pelo projeto. Em uma viagem para Palm Beach, Flórida, Styne compôs músicas que achou que Bancroft seria capaz de cantar. Foi na Flórida que conheceu Bob Merrill, que após ouvir as cinco melodias que já haviam sido escritas, concordou em escrever as letras para a produção; estes incluíam "Quem é você agora?" e "A música que me faz dançar". De volta a Los Angeles, a dupla mostrou as canções para Stark, Robbins e Bancroft. Bancroft, por sua vez, teve um conflito pessoal anterior e não concordou com a inclusão de Merrill e, depois de ouvir a partitura, ela declarou: "Não quero participar disso. Não é para mim".
Com Bancroft fora de cena, Eydie Gormé foi considerada, mas ela concordou em interpretar Brice somente com a condição de que seu marido Steve Lawrence também fosse escalado como intérprete de Nick Arnstein. Lawrence não foi considerado uma boa escolha para o papel de Nick. E a ideia foi descartada. Em seguida, Stark e Robbins ofereceram o papel para Carol Burnett, que disse: "Eu adoraria fazer isso, mas o que você precisa é de uma garota judia". Com as opções se esgotando, Styne lembrou de Barbra Streisand, com quem havia trabalhado no musical I Can Get It for You Wholesale, e achou que ela seria perfeita. Ela estava se apresentando no Bon Soir em Greenwich Village na época; Styne pediu a Robbins que fosse assisti-la. Impressionado, Robbins a convidou para um teste. Styne lembrou mais tarde: "Ela estava horrível... Todas as suas roupas eram de brechós. Eu vi Fran Stark olhando para ela, com óbvio desgosto em seu rosto." Mesmo assim, Stark contratou Streisand imediatamente após o teste.
Devido uma discussão entre Robbins e Lennart, Jerome pediu a Stark que ela fosse substituída porque achava que ela não seria capaz de adaptar o roteiro em um libreto viável para um musical teatral. Stark recusou e Robbins desistiu do projeto.
Funny Girl foi temporariamente arquivado e Styne passou para outros projetos, incluindo Fade Out – Fade In. Merrick contratou Bob Fosse para dirigir Funny Girl, e o trabalho começou novamente, até que Fosse saiu e a produção foi interrompida durante vários meses, momento em que Merrick sugeriu que Stark contratasse Garson Kanin . Foi a última contribuição de Merrick para a produção, uma vez que posteriormente, ele desistiu e Stark tornou-se o único produtor do show.
Streisand não estava entusiasmada com Kanin como diretor e insistiu que queria Robbins de volta. Sua frustração ocorreu especialmente depois que Kanin sugeriu que a música "People" fosse cortado da trilha sonora porque não combinava com o personagem. Streisand já havia gravado a música para lançamento em single, e Merrill insistiu que a mesma permanecesse: "Tem que estar no show porque é a melhor coisa que ela já fez." Streisand provou estar correta, uma vez que a música teve boa reação do público (quando o show estreou em Boston, o público estava tão familiarizado com "People" que aplaudiu durante a abertura.) Com a boa recepção, Kanin concordou em permanecer com o número.
Problemas com o roteiro e a trilha sonora durante os ensaios, tornaram a estreia no Shubert Theatre em Boston muito longa, mesmo com a exclusão de trinta minutos do roteiro original. Por conta disso, os críticos elogiaram Streisand, mas não gostaram do show. Lennart continuou a editar o libreto e excluiu mais trinta minutos antes da estreia na Filadélfia, onde os críticos pensaram que o show poderia ser um sucesso se os problemas do libreto fossem corrigidos.
A estreia em Nova York foi adiada cinco vezes enquanto sessões extras das previews eram cada vez mais disputadas pelo público. Funny Girl fez dois períodos de teste na Filadélfia, período em que houve o corte de cinco músicas, além de edições em  "You Are Woman", solo de Sydney Chaplin, que foi reescrita como um dueto de contraponto. Streisand ainda estava descontente com Kanin e ficou satisfeita quando Robbins voltou para supervisionar a coreografia de Carol Haney.
O romance Smash escrito por Kanin é vagamente baseado em sua experiência dirigindo Funny Girl.

## Produções

### Broadway
Após 17 pré-estreias, a produção da Broadway estreou em 26 de março de 1964 no Winter Garden Theatre, passando em seguida pelos teatros: Majestic Theatre e The Broadway Theatre, onde encerrou sua temporada em 1 de julho de 1967, completando um total de 1.348. performances. A produção foi dirigida por Garson Kanin e coreografada por Carol Haney sob a supervisão de Jerome Robbins. Além de Streisand e Chaplin, o elenco original incluía Kay Medford, Danny Meehan, Jean Stapleton e Lainie Kazan, que também atuou como substituta de Streisand. Com a saída de Streisand e Chaplin, Mimi Hines e Johnny Desmond, foram convocados para substituí-los, além da adição ao elenco de Phil Ford, marido e parceiro de comédia de Hines.

### West End
Streisand reprisou seu papel na produção do West End, encenada no Prince of Wales Theatre e dirigida por Lawrence Kasha. A versão britânica estreou em 13 de abril de 1966. Durante o show, Streisand engravidou e teve que abandonar o show, sendo substituída por Lisa Shane, esposa do diretor do filme The Italian Job, Peter Collinson. Lisa assumiu e continuou a se apresentar como Fanny até o encerramento do show.

### Austrália
A temporada de estreia na Austrália começou em 4 de março de 1966, no Her Majesty's Theatre, em Sydney . A produção contou com a participação dos atores Jill Perryman (Fanny Brice), Bruce Barry (Nick Arnstein), Evie Hayes (S.ra Brice) e Bill Yule (Eddie Ryan).
Em 1999, uma nova produção australiana foi produzida pelaThe Production Company encenada no Arts Centre Melbourne e estrelada por Caroline O'Connor e Nancye Hayes . A produção foi revivida em 2016, com O'Connor e Hayes reprisando seus papéis.
Uma versão de concerto foi encenada na Sydney Opera House especialmente entre os dias 12 à 14 de julho de 2018. O papel de Fanny Brice no palco foi compartilhado por diversas atrizes, como: Michala Banas, Natalie Bassingthwaighte, Casey Donovan, Virginia Gay, Verity Hunt-Ballard, Dami Im, Maggie McKenna, Zahra Newman, Caroline O'Connor, Queenie van de Zandt e Megan Washington.

### Turnês Norte Americanas
A primeira Turnê Nacional foi estrelada por Lillian Roth (S.ra Brice); Anthony George (Nick) e Marilyn Michaels como Fanny.
Uma turnê nacional dos Estados Unidos produzida em 1996 contou com a participação de Debbie Gibson como Fanny Brice e Robert Westenberg como Nick Arnstein. A turnê foi planejada com trajeto passando por 30 cidades começando em Pittsburgh, Pensilvânia, em outubro de 1996. No entanto, terminou prematuramente em novembro de 1996 em Green Bay, Wisconsin.
Uma turnê nacional dos Estados Unidos em 2023 do revival da Broadway de 2022 estreou em Providence, Rhode Island, em 9 de setembro de 2023. A turnê do revival foi estrelada por Katerina McCrimmon, com destaque para os atores Stephen Mark Lukas e Melissa Manchester.

### Revival do West End
O primeiro revival em grande escala do musical começou com prévias na Menier Chocolate Factory em 20 de novembro de 2015 e estreou oficialmente em 2 de dezembro com uma curta temporada com duração até 5 de março de 2016. A produção foi estrelada por Sheridan Smith, com Darius Campbell como Nick, dirigida por Michael Mayer, com livro revisado de Harvey Fierstein . A temporada inteira teve seus ingressos esgotados em apenas um dia, tornando-se o show de venda mais rápida já registrado do Menier. Depois disso, o show foi transferido para Savoy Theatre de Londres em 9 de abril de 2016, para uma exibição até 10 de setembro de 2016. O show posteriormente foi estendido até 8 de outubro devido à fenomenal demanda do público. Devido uma indisposição, Smith foi substituída pela atriz Natasha J Barnes, que desempenhou o papel de Fanny até o retorno de Smith em Julho.
Uma turnê britânica do revival de 2015 começou em fevereiro de 2017 com estreia no Palace Theatre, em Manchester. Após críticas muito favoráveis, Smith e Barnes retornaram ao papel de Fanny Brice e a locais alternativos durante a turnê pelo Reino Unido.

### Paris
Uma produção francesa em Paris estreou em Novembro de 2019 no Théâtre Marigny, com direção e coreografias por Stephen Mear e estrelando Christina Bianco como Fanny. O show recebeu críticas universalmente positivas, com elogios principalmente para Bianco. A temporada foi estendida dobrando o planejamento inicial.

### Revival da Broadway
Uma produção revival iniciou previews na Broadway em 26 de março de 2022, no August Wilson Theatre com estreia oficial em 24 de abril de 2022. Com direção de Michael Mayer, direção musical de Michael Rafter e libreto revisado por Harvey Fiersten. Beanie Feldstein estrelou a produção interpretando Fanny Brice. Ramin Karimloo co-estrelou o musical, no papel de Nick Arnstein. A produção também contou com Jared Grimes como Eddie Ryan e Jane Lynch como S.ra Brice. Mesmo com uma resposta crítica em sua maioria negativa, Grimes recebeu uma indicação ao Tony Award de Melhor Ator em Musical. Em 10 de julho de 2022, Feldstein anunciou que deixaria a produção no final do mês, contrariando o planejamento inicial (em que ela finalizaria sua participação em Setembro); no dia seguinte, a produção confirmou que Lea Michele e Tovah Feldshuh substituiriam Feldstein e Lynch respectivamente a partir de 6 de setembro, com Julie Benko atuando como Fanny entre esses períodos. Em 9 de agosto de 2022, Lynch anunciou que anteciparia o fim de sua participação no musical, deixando a produção em 14 de agosto e que e que a atriz substituta Liz McCartney faria o papel da S.ra Brice.
Os produtores anunciaram em março de 2023 que o show encerraria sua temporada no dia 3 de setembro de 2023, após 599 apresentações. A produção recuperou com sucesso sua capitalização de US$ 16,5 milhões.
O fato de Lea Michele assumir o papel de Fanny Brice é paralelo ao enredo de sua personagem na série de comédia musical Glee, onde Rachel Berry (grande fã de Barbra Streisand) consegue o papel dos seus sonhos no primeiro revival (fictício) de Funny Girl na Broadway. O desempenho de Michele como Fany reverteu o declínio de vendas nas bilheterias e recebeu elogios da crítica no papel, com críticas universalmente positivas, incluindo muitas citando vocais superiores em comparação com sua antecessora.

### Outras produções
Em 23 de setembro de 2002, uma versão em concerto em benefício do Actors' Fund foi encenada na cidade de Nova York, no New Amsterdam Theatre. O show incluiu a participação de artistas como Carolee Carmello, Kristin Chenoweth, Sutton Foster, Whoopi Goldberg, Andrea Martin, Idina Menzel, Bebe Neuwirth, Peter Gallagher, Gary Beach, Brad Oscar, Richard Kind e The Rockettes.
No teatro regional, uma produção encenada no Paper Mill Playhouse, Millburn, New Jersey, foi apresentada entre abril e maio de 2001, estrelada por Leslie Kritzer e Robert Cuccioli. Uma produção exibida entre março e junho de 2009 foi exibida no Westchester Broadway Theatre e contou com Jill Abramovitz como Fanny. Uma produção em Drury Lane Oakbrook foi encenada entre dezembro de 2009 e 7 de março de 2010. Gary Griffin dirigiu com a colaboração de Drury Lane, William Osetek foi responsável pela direção artística e Sara Sheperd estrelou o musical.
Um revival dirigido por Bartlett Sher foi anunciado para estrear em Los Angeles em janeiro de 2012 contando com Lauren Ambrose estrelando como Fanny Brice e Bobby Cannavale como Nick Arnstein. Posteriormente foi anunciada uma produção na Broadway com estreia marcada para abril de 2012. Mais tarde, esta produção foi adiada devido o momento econômico pouco favorável.
Uma produção israelense do musical estreou em 2016, 52 anos após a estreia original da Broadway.

### Temporada Brasileira (2023)
Uma temporada brasileira foi anunciada em 2023, produzida pela Barho Produções, em parceria com Sete Ponto Oito Produções Artísticas. A montagem contou com direção de Gustavo Barchilon e adaptação brasileira por Bianca Tadini e Luciano Andrey. As audições foram abertas em fevereiro de 2023, com seu elenco sendo revelado em julho, junto do início da venda de ingressos. O texto e músicas originais sofreram alterações na versão brasileira, com a unificação dos dois atos em somente um e o corte de músicas e cenas.

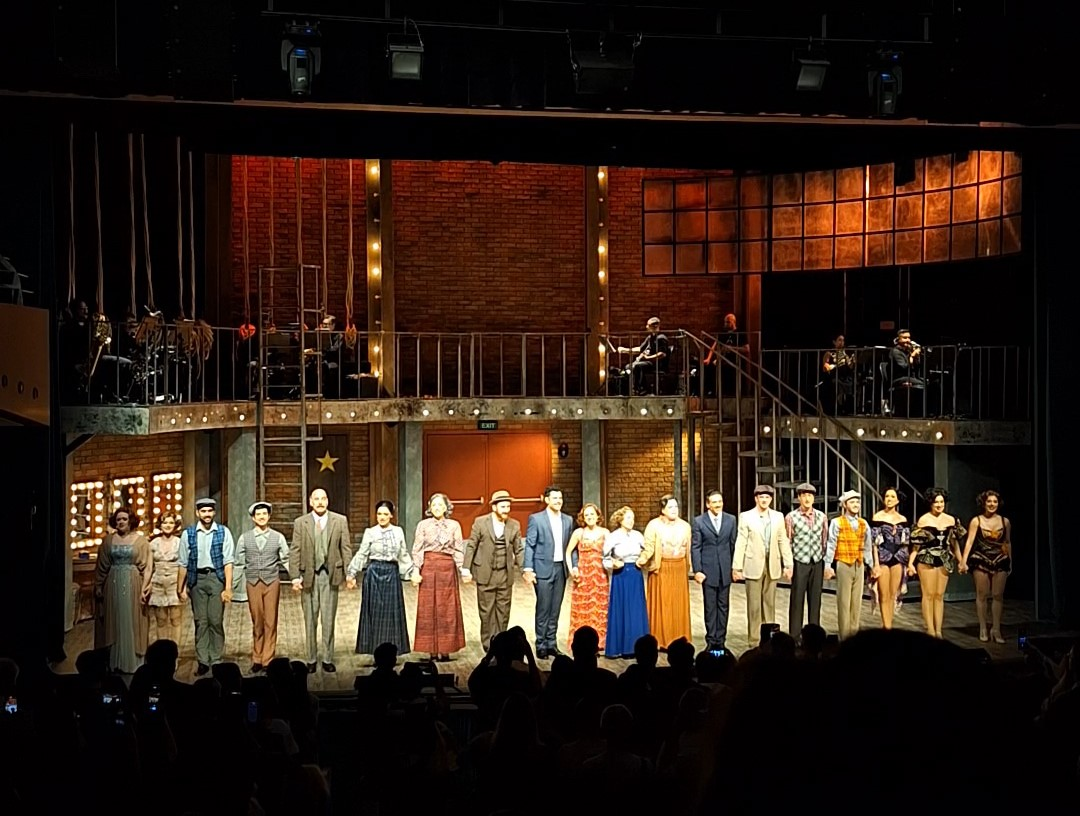
Elenco agradecendo após apresentação em São Paulo

A montagem foi estrelada por Giulia Nadruz e Vânia Canto se alternando no papel de Fanny Brice. Eriberto Leão foi anunciado como intérprete de Nick. Stella Miranda foi anunciada como S.ra Brice (na versão brasileira adaptado como S.ra Rose).
O musical estreou em São Paulo, no Teatro Porto, no dia 18 de agosto, com sessões esgotadas no primeiro final de semana. O musical foi aclamado pela crítica, que elogiou sua produção excepcional, a harmonia e talento do elenco e a originalidade do texto adaptado e da atualização de aspectos da produção (como as músicas clássicas do musical, mas que ganham características mais contemporâneas). A química e cumplicidade entre Nadruz/Canto e Eriberto também foi elogiada, bem como a atuação de Stella Miranda em mais um incrível papel humorístico. A temporada paulistana encerrou-se em 8 de outubro, aclamada por público e crítica.
Após a boa recepção em São Paulo, foi a vez do Rio de Janeiro receber a montagem. A temporada carioca estreou em 28 de outubro, no Teatro Casa Grande, repetindo o elenco da montagem paulistana. Também aclamada por público e crítica, a temporada encerrou-se definitivamente em 19 de novembro.

## Sinopse
O musical se inicia em um camarim, quando Fanny Brice, estrela de Ziegfeld Follies, aguarda o retorno de seu marido, Nicky Arnstein da prisão. Refletindo sobre sua vida, a história é contada como um flashback. Boa parte da ação da história se passa na cidade de Nova York e arredores, anos antes e depois da Primeira Guerra Mundial.

### Versão original da Broadway
Ato 1
Fanny é uma adolescente fascinada pelo palco que consegue seu primeiro emprego em um show de vaudeville. Sua mãe e a amiga de sua mãe, S.ra Strakosh, tentam dissuadi-la do show business porque Fanny não tem uma beleza típica ("If a Girl Isn't Pretty"). Mas Fanny persevera ("I'm the Greatest Star") e é ajudada e incentivada por Eddie Ryan, um dançarino que ela conhece nos shows de vaudeville. Assim que a carreira de Fanny começa a decolar, Eddie e a S.ra Brice lamentam que, quando ela estiver na Broadway, ela os esquecerá ("Who Taught Her Everything?"). Fanny apresenta um número supostamente romântico em Follies, mas o transforma em uma clássica comédia cômica, encerrando o número como uma noiva grávida ("His Love Makes Me Beautiful"), causando alvoroço.
Ela conhece o sofisticado e bonito Nicky Arnstein, que acompanha Fanny na festa de inauguração de sua mãe na "Henry Street". Fanny está claramente se apaixonando por Nick, embora reconheça suas vulnerabilidades complexas ("Pessoas"). Mais tarde, eles se encontram em Baltimore e têm um jantar privado em um restaurante chique e declaram seus sentimentos ("You Are Woman, I Am Man"). Fanny está determinada a se casar com Nick, independentemente de seu passado no jogo ("Don't Rain on My Parade").
Ato 2
Os dois se casam, mudam-se para uma mansão em Long Island e têm uma filha, Frances ("Sadie, Sadie"). Enquanto isso, a S.ra Strakosh e Eddie sugerem à S.ra Brice que ela deveria encontrar um homem para se casar, agora que sua filha a está apoiando ("Find Yourself a Man"). Fanny se torna uma grande estrela com o Ziegfeld Follies ("Rat-Tat-Tat-Tat"). Nick pede a Ziegfeld para investir em um cassino, mas embora Ziegfeld recuse, Fanny insiste em investir seu próprio dinheiro. Quando o empreendimento fracassa e eles perdem seu dinheiro, Fanny tenta fazer pouco caso da situação, o que leva Nick a se envolver em um negócio duvidoso de títulos, resultando em sua prisão por peculato. Fanny se sente impotente, mas mais forte do que nunca em seu amor por ele ("The Music That Makes Me Dance").
No presente (início da peça), Fanny espera a chegada de Nick e tem tempo para refletir sobre sua situação. Nick chega, recém libertado da prisão, e ambos acabam por decidir se separar. Ela está com o coração partido, mas resolve retomar sua vida ("Don't Rain on My Parade (Reprise)").

### Renascimento da Broadway em 2022
Ato 1
No presente, Fanny Brice está sentada em seu camarim enquanto se prepara para estrelar Ziegfeld Follies, aguardando notícias para saber se seu marido, Nicky Arnstein, foi libertado da prisão e relembrando sua vida anterior ("Who Are You Now?"). No passado, Fanny era uma adolescente fascinada pelo palco, embora sua mãe e as amigas de sua mãe tentassem dissuadi-la do show business porque Fanny não tem uma beleza típica ("If a Girl Isn't Pretty"). Isso se provou verdade quando, em seu primeiro trabalho em um show de vaudeville como dançarina de coro, ela é demitida pelo dono do teatro, Tom Keeney. Ela confidencia ao amigo Eddie Ryan, que lhe conseguiu o emprego, que sabe que terá sucesso ("I'm the Greatest Star"). Mais tarde, ensaiando com Eddie para um novo teste para Keeney, a S.ra Brice ecoa o argumento de Fanny ("I'm the Greatest Star (Reprise)") e Fanny volta para o teste novamente com Keeney. Depois de "Eddie's Tap", Fanny canta nervosamente seu primeiro número "Cornet Man", eventualmente ela conquista o público e a atenção do belo jogador, Nicky Arnstein, que consegue persuadir Keeney a pagar um salário mais alto para Fanny e dá a ela seu cartão.
Um ano depois, Fanny recebe um telegrama de Florenz Ziegfeld Jr. pedindo-lhe para encontrá-lo em seu teatro, o que Fanny propõe estar ligado à sua interação com Nick. No teatro, Fanny discute com Ziegfeld sobre a escolha da música para ela, mas é forçada a cantá-la. No entanto, ela transforma o número supostamente romântico, "His Love Makes Me Beautiful", em uma comédia na qual interpreta uma noiva grávida. Nos bastidores, a família e os amigos de Fanny ficam emocionados, mas Ziegfeld a repreende e ela pede desculpas, embora ele admita que achou o ato engraçado. Nick aparece nos bastidores, parabenizando Fanny por sua performance, e a acompanha até sua casa ("I Wanna Be Seen With You Tonight"), onde sua mãe e amigos próximos deram uma festa para ela, comemorando seu sucesso ("Henry Street"). Mais tarde naquela noite, Fanny se abre com Nick sobre seu desejo de encontrar o amor ("Pessoas"), e Nick admite que iniciaria um relacionamento entre eles, mas reconhece que deixará Nova York no dia seguinte.
Algum tempo depois, Fanny está em turnê com os Folies e ela e Nick se encontram em Baltimore. Nick a leva para jantar em um estabelecimento chique, onde ela entra em pânico em resposta aos seus avanços um tanto rápidos, mas eventualmente cede ("You Are Woman, I Am Man"). Mais tarde, a empresa Folies se prepara para deixar Cleveland e Fanny e Nick aparecem de braços dados. Porém, ele avisa que não seguirá a empresa, pois precisa reconquistar seu dinheiro em Monte Carlo. Ele diz a ela que a ama, mas quando ela o pede em casamento, ele insiste que eles não podem se casar até que ele fique rico novamente. Em uma decisão de última hora, ela decide que precisa segui-lo na busca pelo casamento, não importa o que isso signifique para sua carreira (“Don’t Rain on my Parade”).
Ato 2
Fanny surpreende Nick em Monte Carlo ("Entr'acte"/"Don't Rain on my Parade (Reprise)"). Ele diz a ela que recuperou sua riqueza e os dois se casam e se mudam para uma mansão em Long Island, com Fanny logo revelando que está grávida ("Sadie, Sadie"). De volta à Henry Street ("Sadie, Sadie (Playoff)"), a S.ra Brice e Eddie lamentam que Fanny não precise mais deles ("Who Taught Her Everything She Knows?"). Alguns meses depois, enquanto Fanny se prepara para voltar aos ensaios de um novo show, Nick diz a ela abruptamente que está indo para a Filadélfia em busca de investidores para um cassino que está construindo em Miami. Fanny reage mal, nervosa por deixar a filha, Frances, por um dia inteiro, embora Nick prometa que só ficará fora por um dia, mas no final ela o convence a ficar e é bem-vinda de volta ao teatro ("You Are Woman (Reprise)"/"Henry Street (Reprise)"). Nick a segue até o teatro e tenta convencer Ziegfeld a investir em seu projeto, mas Ziegfeld o dispensa. Em resposta, Fanny decide investir US$ 68.000 de seu dinheiro no projeto de Nick. Nos dias seguintes, Nick viaja para a Flórida e fecha uma série de negócios com o dinheiro de Fanny ("Temporary Arrangement").
Na noite de estreia de seu novo show de Fanny, ela espera ansiosamente a chegada de Nick, que ainda está viajando, dizendo a Eddie que esta seria a primeira noite de estreia dela que ele perderia. Após sua apresentação ("Rat-Tat-Tat-Tat"), a mãe de Fanny a conforta antes que Nick apareça em seu camarim, revelando que um furacão na Flórida destruiu o cassino e perdeu seu dinheiro. Ela garante que eles reconstruirão seu sucesso e que o mais importante para ela é ele ("Who Are You Now? (Reprise)"/"People (Reprise)"). No ano seguinte, Nick se envolve em uma proposta de negócio para se tornar sócio de uma agência de talentos sem investir nenhum dinheiro, embora perceba o ato e perceba que Fanny investiu o dinheiro em nome deles. Nick reage mal, insistindo que não precisa da ajuda dela para ter sucesso e liga sobre um acordo com a máfia sobre o qual foi informado, concordando em participar do acordo em troca de US$ 68.000 ("You're a Funny Girl/Beekman Call"). De volta aos Folies, Fanny prepara um novo número ("What Do Happy People Do?"), mas sua mãe chega para informá-la que Nick foi preso por peculato. Quando Fanny insiste que Nick não poderia saber que o acordo estava errado, sua mãe a critica por fazê-lo se sentir sem importância em sua vida. Sozinha, Fanny reflete sobre o quão importante ele é para ela ("The Music That Makes Me Dance").
Voltando ao presente, ("Dream Ballet"), três anos após a prisão, Fanny e Eddie compartilham um último momento de ternura quando Nick aparece na porta. Ela insiste que está disposta a mudar para melhorar o relacionamento deles, mas ele abruptamente pede o divórcio. Ela fica surpresa, mas agradece por fazê-la se sentir "quase, meio... bonita". Ele garante que ela é linda e depois vai embora. Fanny reflete sombriamente sobre o casamento deles ("Funny Girl"), mas ao ser chamada ao palco, ela resolve começar de novo, afirmando "Essa é a vida no teatro!" ("Don't Rain on my Parade (Reprise II)").

## Elenco
| Personagem           | Broadway         | Primeira Turnê Americana | West End                | Austrália            | Revival do West End | Revival da Broadway                                     | Brasil (São Paulo e Rio de Janeiro)               |
| Personagem           | 1964             | 1965                     | 1966                    | 1966                 | 2016                | 2022                                                    | 2023                                              |
| -------------------- | ---------------- | ------------------------ | ----------------------- | -------------------- | ------------------- | ------------------------------------------------------- | ------------------------------------------------- |
| Fanny Brice          | Barbra Streisand | Marilyn Michaels         | Barbra Streisand        | Jill Perryman        | Sheridan Smith      | Beanie Feldstein / Lea Michele (a partir de 06/09/2022) | Giulia Nadruz / Vânia Canto (alternante)          |
| Nick Arnstein        | Sydney Chaplin   | Anthony George           | Michael Craig           | Bruce Barry          | Darius Campbell     | Ramin Karimloo                                          | Eriberto Leão                                     |
| S.ra Brice           | Kay Medford      | Lillian Roth             | Kay Medford             | Evie Hayes           | Marilyn Cutts       | Jane Lynch/ Tovah Feldshuh (a partir de 06/09/2022)     | Stella Miranda                                    |
| Eddie Ryan           | Danny Meehan     | Danny Carroll            | Lee Allen               | Bill Yule            | Joel Montague       | Jared Grimes                                            | André Luiz Odin                                   |
| Florenz Ziegfeld Jr. | Roger DeKoven    | Richard Buck             | Ronald Leigh-Hunt       | Walter Sullivan      | Bruce Montague      | Peter Francis James                                     | Arízio Magalhães                                  |
| S.ra Strakosh        | Jean Stapleton   | Dena Dietrich            | Stella Moray            | Margaret Christensen | Gay Soper           | Toni DiBuono                                            | Nábia Villela                                     |
| Emma                 | Royce Wallace    | Isabel Sanford           | Isabelle Lucas          | Tessa Mallos         | Natasha J. Barnes   | Ephie Aardema                                           | Ingrid Gaigher                                    |
| Tom Keeney           | Joseph Macauley  | Sam Kressen              | Jack Cunningham         | Will Mahoney         | Maurice Lane        | Martin Moran                                            | Marcelo Góes                                      |
| S.ra Meeker          | Lydia Fredericks | Carole Love              | Frances Wells Robertson | Lesley Baker         | Valda Aviks         | Debra Cardona                                           | Alessandra Vertamatti                             |
| Ziegfeld Tenor       | John Lankston    | Ray Rocknak              | David Wheldon Williams  | Gil Dalzell          | Philip Bertioli     | Daniel Beeman                                           | Rodrigo Filgueiras Garcia / Dante Paccola (cover) |

### Substituições notáveis
Broadway (1964-67)
- Fanny Brice: Mimi Hines, Lainie Kazan (s/b)
- Nick Arnstein: Johnny Desmond

Primeira Turnê Americana (1965-66)
- S.ra Brice: Dena Dietrich (u/s)

Revival da Broadway (2022–23)
- Fanny Brice: Julie Benko
- S.ra Brice: Liz McCartney
- Florenz Ziegfeld: Paolo Montalban
- S.ra Strakosh: Anne L. Nathan
- Tom Keeney: Michael Mastro

## Números musicais
Diversas músicas foram testadas e cortadas durante o desenvolvimento inicial do show.

### Produção original
| Ato I - "Overture" – Orquestra - "If a Girl Isn't Pretty" – S.ra Strakosh, S.ra Brice, Eddie Ryan e Elenco - "I'm the Greatest Star" – Fanny Brice - "Cornet Man" – Fanny Brice, Snub Taylor e Coro - "Who Taught Her Everything?" – S.ra Brice e Eddie Ryan - "His Love Makes Me Beautiful" – Ziegfeld Tenor, Garotas Ziegfeld e Fanny Brice - "I Want to Be Seen with You Tonight" – Nick Arnstein e Fanny Brice - "Henry Street" – Vizinhos de Henry Street - "People" – Fanny Brice - "You Are Woman" – Nick Arnstein e Fanny Brice - "Don't Rain on My Parade" – Fanny Brice | Ato II - "Sadie, Sadie" – Fanny Brice e amigos - "Find Yourself a Man" – S.ra Strakosh, S.ra Brice e Eddie Ryan - "Rat-Tat-Tat-Tat" – Companhia Ziegfeld e Fanny Brice - "Who Are You Now?" – Fanny Brice - ""The Music That Makes Me Dance" – Fanny Brice - "Don't Rain on My Parade" (Reprise) – Fanny Brice |

### Revival do West End (2016)
| Ato I - "Overture" – Orquestra - "If a Girl Isn't Pretty" – S.ra Brice, S.ra Meeker, S.ra Strakosh, Mr. Keeney, Eddie Ryan e Companhia Keeney - "I'm the Greatest Star" – Fanny Brice - "I'm the Greatest Star (Reprise)" – S.ra Brice e Fanny Brice† - "Cornet Man" – Fanny Brice e Companhia Keeney - "His Love Makes Me Beautiful" – Ziegfeld Tenor, Fanny Brice and Companhia Keeney - "I Want to Be Seen with You Tonight" – Nick Arnstein e Fanny Brice - "Henry Street" – S.ra Meeker, S.ra Brice, Mrs Strakosh e Vizinhança Henry Street - "People" – Fanny Brice - "You Are Woman" – Nick Arnstein e Fanny Brice - "Don't Rain on My Parade" – Fanny Brice | Ato II - "Entr'acte" – Orquestra† - "Don't Rain on My Parade (Reprise I)" – Fanny Brice† - "Sadie, Sadie" – Fanny Brice e amigos - "Who Taught Her Everything She Knows?" – Eddie Ryan e S.ra Brice - "Temporary Arrangement" – Nick Arnstein e Homem de Negócios - "Rat-Tat-Tat-Tat" – Fanny Brice and Companhia Ziegfeld - "Who Are You Now? / People (Reprise)" – Fanny Brice e Nick Arnstein - "The Music That Makes Me Dance / Dream Ballet" – Fanny Brice - "Funny Girl / Don't Rain On My Parade (Reprise II)" – Fanny Brice - "Bows / People (Reprise II)" – Elenco Completo† |

### Revival da Broadway (2022)
| Ato I - "Overture" – Orquestra - "Who Are You Now?" – Fanny Brice - "If a Girl Isn't Pretty" – S.ra Brice, S.ra Meeker, S.ra Strakosh, Mr. Keeney, Eddie Ryan e Companhia Keeney - "I'm the Greatest Star" – Fanny Brice - "I'm the Greatest Star (Reprise)" – S.ra Brice e Fanny Brice† - "Eddie's Tap" – Orquestra - "Cornet Man" – Fanny Brice e Homens Cornet - "His Love Makes Me Beautiful" – Ziegfeld Tenor, Fanny Brice, e Ensemble - "I Want to Be Seen with You Tonight" – Nick Arnstein e Fanny Brice - "Henry Street" – Elenco - "People" – Fanny Brice - "You Are Woman" – Nick Arnstein e Fanny Brice - "Don't Rain on My Parade" – Fanny Brice | Ato II - "Entr'acte" – Orquestra† - "Don't Rain on My Parade (Reprise)" – Fanny Brice† - "Sadie, Sadie" – Fanny Brice e Elenco - "Sadie, Sadie (Playoff)" – S.ra Brice, S.ra Meeker, e S.ra Strakosh† - "Who Taught Her Everything?" – S.ra Brice e Eddie Ryan - "You Are Woman, I Am Man (Reprise) / Henry Street (Reprise)" – Nick Arnstein e Garotas Follies† - "Temporary Arrangement" – Nick Arnstein e Homen - "Rat-Tat-Tat-Tat" – Fanny Brice e Ensemble - "Who Are You Now? (Reprise) / People (Reprise)" – Fanny Brice e Nick Arnstein - "You're a Funny Girl / Beekman Call" – Nick Arnstein - "What Do Happy People Do?" – Garotas Follies - "The Music That Makes Me Dance" – Fanny Brice - "Dream Ballet" – Orquestra - "Funny Girl / Don't Rain On My Parade (Reprise II)" – Fanny Brice - "Bows / People (Reprise II)" – Elenco† |

† = Música não incluída no álbum de gravação de elenco

### Temporada brasileira (2023)
| - "Overture" – Orquestra - "Quem é Você?" – Fanny - "Canção do Poker 1" – S.ra Strakosh, S.ra Brice, S.ra Meeker, Fanny - "Se Uma Moça é Feia" – S.ra Strakosh, S.ra Brice, S.ra Meeker, Fanny, Keeney, Eddie, Coro - "Eu vou Brilhar" – Fanny - "Eu vou Brilhar (Reprise)" – Fanny, S.ra Brice - "Cornet Man (Instrumental)" – Coro - "I'd Rather Be Blue" – Fanny - "O Seu Amor me Faz Brilhar" – Tenor, Fanny, Coro - "Eu Quero ser Visto com Você" - Nick, Fanny - "Moro Aqui" - S.ra Strakosh, S.ra Brice, S.ra Meeker, Coro | - "Se a Gente Não Está Só" – Fanny - "Eu Sou Homem, Você Mulher" – Nick, Fanny - "Canção do Poker 2" – S.ra Strakosh, S.ra Brice, S.ra Meeker - "Não Vem Trazer Chuva Para Estragar Meu Sol" – Fanny - "Sadie, Sadie" – Fanny, Coro - "Quem Ensinou o Que Ela Faz?" – S.ra Brice, Eddie - "Ela é Tão Divertida" – Nick - "Qual é o Segredo para ser Feliz?" – Coro - "Ele me faz Cantar" – Fanny - "Não vem Trazer Chuva para Estragar meu Sol (Reprise)" - Fanny |

## Gravações
O álbum com a gravação musical do elenco original foi lançado pela Capitol Records, após a Columbia Records, recusar-se a produzir a gravação. O LP alcançou a posição número 2 na Billboard 200 atingindo o status de disco de ouro. A gravação foi lançada em CD em 1987 pela Capitol e depois em 1992 pela EMI, através do selo Broadway Angel. Em 2014, o álbum recebeu uma edição comemorativa pelo 50º aniversário do musical; essa edição era composta por um LP, o CD remasterizado e um livro de 48 páginas com fotografias da produção original da Broadway de 1964.
Uma gravação do elenco do revival do West End estrelado por Sheridan Smith foi lançada em 5 de agosto de 2016. Em 18 de novembro de 2022, foi lançado uma nova gravação do musical, dessa vez com o elenco do revival da Broadway com Lea Michele interpretando Fanny. O álbum foi lançado digitalmente e em mídia física. Michele e o elenco receberam elogios por seus vocais, e o álbum liderou a lista da Billboard na categoria Álbuns de Elenco.

## Prêmios e indicações

### Produção original da Broadway
| Ano  | Prêmio      | Categoria                                        | Nomeado                  | Resultado |
| ---- | ----------- | ------------------------------------------------ | ------------------------ | --------- |
| 1964 | Prêmio Tony | Melhor musical                                   | Melhor musical           | Indicado  |
| 1964 | Prêmio Tony | Melhor Performance de Ator Principal em Musical  | Sidney Chaplin           | Indicado  |
| 1964 | Prêmio Tony | Melhor Performance de Atriz Principal em Musical | Barbara Streisand        | Indicado  |
| 1964 | Prêmio Tony | Melhor Performance de Ator em Musical            | Danny Meehan             | Indicado  |
| 1964 | Prêmio Tony | Melhor Performance de Atriz em Musical           | Kay Medford              | Indicado  |
| 1964 | Prêmio Tony | Melhor Coreografia                               | Carol Haney              | Indicado  |
| 1964 | Prêmio Tony | Melhor Compositor e Letrista                     | Jule Styne e Bob Merrill | Indicado  |
| 1964 | Prêmio Tony | Melhor Produtor de Musical                       | Ray Stark                | Indicado  |

### Revival do West End (2016)
| Ano  | Prêmio                          | Categoria                          | Nomeado                   | Resultado |
| ---- | ------------------------------- | ---------------------------------- | ------------------------- | --------- |
| 2016 | Evening Standard Theatre Awards | Melhor Performance Musical         | Sheridan Smith            | Indicado  |
| 2017 | WhatsOnStage Awards             | Melhor Revival de Musical          | Melhor Revival de Musical | Venceu    |
| 2017 | WhatsOnStage Awards             | Melhor Atriz em Musical            | Sheridan Smith            | Indicado  |
| 2017 | WhatsOnStage Awards             | Melhor Ator Coadjuvante em Musical | Joel Montague             | Indicado  |
| 2017 | WhatsOnStage Awards             | Melhor Direção                     | Michael Mayer             | Indicado  |
| 2017 | WhatsOnStage Awards             | Melhor Figurino                    | Matthew Wrigh             | Indicado  |
| 2017 | Laurence Olivier Award          | Melhor Revival de Musical          | Melhor Revival de Musical | Indicado  |
| 2017 | Laurence Olivier Award          | Melhor Atriz em Musical            | Sheridan Smith            | Indicado  |

### Revival da Broadway (2022)
| Ano  | Prêmio                                    | Categoria                                     | Nomeado                      | Resultado   |
| ---- | ----------------------------------------- | --------------------------------------------- | ---------------------------- | ----------- |
| 2022 | Prêmios Tony                              | Melhor Ator em Musical                        | Jared Grimes                 | Indicado    |
| 2022 | Drama Desk Award                          | Melhor ator em musical                        | Jared Grimes                 | Indicado    |
| 2022 | Drama Desk Award                          | Melhor coreografia                            | Ayodele Casel                | Indicado    |
| 2022 | Drama Desk Award                          | Melhor figurino de musical                    | Susan Hilferty               | Indicado    |
| 2022 | Drama League Award                        | Melhor Revival de um musical                  | Melhor Revival de um musical | Indicado    |
| 2022 | Drama League Award                        | Melhor direção de um musical                  | Michael Mayer                | Indicado    |
| 2022 | Drama League Award                        | Desempenho Distinto                           | Gorro Feldstein              | Indicado    |
| 2022 | Drama League Award                        | Desempenho Distinto                           | Jane Lynch                   | Indicado    |
| 2023 | Theatre World Award                       | Prêmio Dorothy Loudon de Excelência no Teatro | Julie Benko                  | Homenageado |
| 2023 | Prêmio Escolha do Público da Broadway.com | Substituição favorita (feminina)              | Lea Michele                  | Venceu      |

### Produção Brasileira (2023)
| Ano  | Prêmio               | Categoria                  | Nomeado                            | Resultado |
| ---- | -------------------- | -------------------------- | ---------------------------------- | --------- |
| 2024 | Prêmio Bibi Ferreira | Melhor Musical Estrangeiro | Melhor Musical Estrangeiro         | Indicado  |
| 2024 | Prêmio Bibi Ferreira | Melhor Versão em Musicais  | Bianca Tadini e Luciano Andrey     | Venceu    |
| 2024 | Prêmio Bibi Ferreira | Melhor Direção em Musicais | Gustavo Barchilon                  | Indicado  |
| 2024 | Prêmio Bibi Ferreira | Melhor Atriz em Musical    | Giulia Nadruz                      | Venceu    |
| 2024 | Prêmio Bibi Ferreira | Melhor Direção Musical     | Carlos Bauzys                      | Venceu    |
| 2024 | Prêmio Bibi Ferreira | Melhor Desenho de Som      | Tocko Michelazzo e Gabriel Bocutti | Indicado  |

## Adaptação cinematográfica
Uma adaptação cinematográfica homônima, foi lançada em 1968, com direção de William Wyler. O filme foi estrelado por Streisand, reprisando seu papel no musical de palco, contando ainda com Omar Sharif no papel de Arnstein. Medford repetiu seu papel como S.ra Brice, e Walter Pidgeon foi escalado como Flo Ziegfeld. O filme rendeu a Streisand o Oscar de Melhor Atriz e também um Globo de Ouro. A adaptação foi indicada a vários prêmios, incluindo o Oscar de Melhor Filme, e se tornou o filme de maior bilheteria de 1968 .
Em 1975, uma sequência denominada Funny Lady foi lançada, trazendo de volta Streisand e Sharif, reprisando seus papéis. Funny Lady contou com direção de Herbert Ross e recebeu críticas mistas e negativas da crítica, mesmo assim, foi o oitavo filme de maior bilheteria de 1975 .